# Brzóza Królewska (gmina)
Brzóza Królewska – dawna gmina wiejska istniejąca w latach 1973–1976 w woj. rzeszowskim (dzisiejsze woj. podkarpackie). Siedzibą władz gminy była Brzóza Królewska.
Gmina została utworzona 1 stycznia 1973 roku w woj. rzeszowskim (powiat leżajski). Gmina została reaktywowana w dniu 1 stycznia 1973 roku w powiecie łańcuckim w woj. rzeszowskim. W jej skład weszły sołectwa: Brzóza Królewska, Hucisko, Wólka Niedźwiedzka i Wólka Sokołowska.
1 czerwca 1975 roku gmina znalazła się w nowo utworzonym mniejszym woj. rzeszowskim.
2 lipca 1976 roku gmina została zniesiona, a jej tereny włączone do gmin:
- Leżajsk (obszary sołectw: Brzóza Królewska, Hucisko i Maleniska),
- Sokołów Małopolski (obszar sołectwa Wólka Niedźwiedzka).

Zobacz też: gmina Brzóza